# Tim Winton
Pour les articles homonymes, voir Winton.
Tim Winton, né Timothy John Winton le 4 août 1960 à Perth en Australie-Occidentale, est un écrivain australien.

## Biographie
Tim Winton est l’auteur de romans, de nouvelles ainsi que de nombreux livres pour enfants.
Il est engagé pour la protection de l'environnement.

## Œuvres

### Romans
- (en) An Open Swimmer, 1982
- (en) Shallows, 1984Prix Miles Franklin 1984
- Cet œil, le ciel, Les Belles Lettres, coll. « Collection de littérature étrangère », 1991 ((en) That Eye, the Sky, 1986), trad. Mickael Korvin, 182 p.  (ISBN 2-251-33706-7)
- Les Ombres en hiver, Rivages, coll. « Collection de littérature étrangère », 2000 ((en) In the Winter Dark, 1988), trad. Nadine Gassié, 173 p.  (ISBN 2-7436-0690-8)
- Cloudstreet, Rivages, coll. « Collection de littérature étrangère », 2005 ((en) Cloudstreet, 1991), trad. Nadine Gassié, 480 p.  (ISBN 2-7436-1447-1)Prix Miles Franklin 1992
- La Femme égarée, Rivages, coll. « Collection de littérature étrangère », 1997 ((en) The Riders, 1994), trad. Nadine Gassié, 380 p.  (ISBN 2-7436-0244-9)
- (en) Blueback, 1998
- Par-dessus le bord du monde, Rivages, coll. « Collection de littérature étrangère », 2003 ((en) Dirt Music, 2001), trad. Nadine Gassié, 418 p.  (ISBN 2-7436-1183-9)Prix Miles Franklin 2002
- Respire, Rivages, coll. « Collection de littérature étrangère », 2009 ((en) Breath, 2008), trad. Nadine Gassié, 221 p.  (ISBN 978-2-7436-1914-5)Prix Miles Franklin 2009
- (en) Eyrie, 2013
- La Cavale de Jaxie Clackton, Gallimard, coll. « La Noire », 2021 ((en) The sepherd’s Hut, 2018), trad. Jean Esch, 304 p.  (ISBN 978-2-07-288521-1)Réédition, Gallimard, coll. « Folio policier » no 974, 2022, 320 p. (ISBN 978-2-07-296577-7)
- (en) Juice, 2024

### Romans jeunesse
- L’amour est la septième vague, L'École des loisirs, coll. « Medium », 1998 ((en) Lockie Leonard, Human Torpedo, 1990), trad. Nadine Gassié, 179 p.  (ISBN 2-211-04749-1)
- Demain et le jour suivant, L'École des loisirs, coll. « Medium », 2001 ((en) Lockie Leonard, Scumbuster, 1993), trad. Nadine Gassié, 166 p.  (ISBN 2-211-05749-7)
- Tu es une légende, L'École des loisirs, coll. « Medium », 2003 ((en) Lockie Leonard, Legend, 1997), trad. Nadine Gassié, 189 p.  (ISBN 2-211-06662-3)

### Recueils de nouvelles
- Scission, Rivages, coll. « Collection de littérature étrangère », 2014 ((en) Scission, 1985), trad. Nadine Gassié et Océane Bies, 180 p.  (ISBN 978-2-7436-2733-1)
- (en) A Blow, A Kiss, 1985
- (en) Minimum Of Two, 1987
- Angélus, Rivages, coll. « Collection de littérature étrangère », 2006 ((en) The Turning, 2005), trad. Nadine Gassié, 324 p.  (ISBN 2-7436-1580-X)